# Municipio de Brighton (Pensilvania)
El municipio de Brighton (en inglés: Brighton Township) es un municipio ubicado en el condado de Beaver en el estado estadounidense de Pensilvania. En el año 2000 tenía una población de 8.024 habitantes y una densidad poblacional de 163 personas por km².

## Geografía
El municipio de Brighton se encuentra ubicado en las coordenadas 40°43′20″N 80°20′29″O / 40.72222, -80.34139.

## Demografía
Según la Oficina del Censo en 2000 los ingresos medios por hogar en la localidad eran de $52,008 y los ingresos medios por familia eran $58,895. Los hombres tenían unos ingresos medios de $48,173 frente a los $29,682 para las mujeres. La renta per cápita para la localidad era de $22,437. Alrededor del 3,7% de la población estaban por debajo del umbral de pobreza.